# Goode Mountain
Goode Mountain (parfois mont Goode) est une montagne située sur le territoire du comté de Chelan au nord de l'État de Washington aux États-Unis. Culminant à 2 806 mètres d'altitude et appartenant à la partie nord de la chaîne des Cascades, la montagne est la plus haute montagne au sein du parc national des North Cascades.

## Géographie
La montagne, qui appartient à la chaîne des Cascades, est située dans la partie sud du parc national des North Cascades. Avec ses 2 806 mètres d'altitude, elle est le point culminant du parc national et elle fait partie des dix plus hauts sommets non volcaniques de l'État de Washington.
La montagne est très difficile d’accès car elle est très éloignée de toute route. Ainsi et malgré sa hauteur, la montagne n’est visible que par les randonneurs qui entrent profondément dans le parc national.